# لينكولن تاون كار

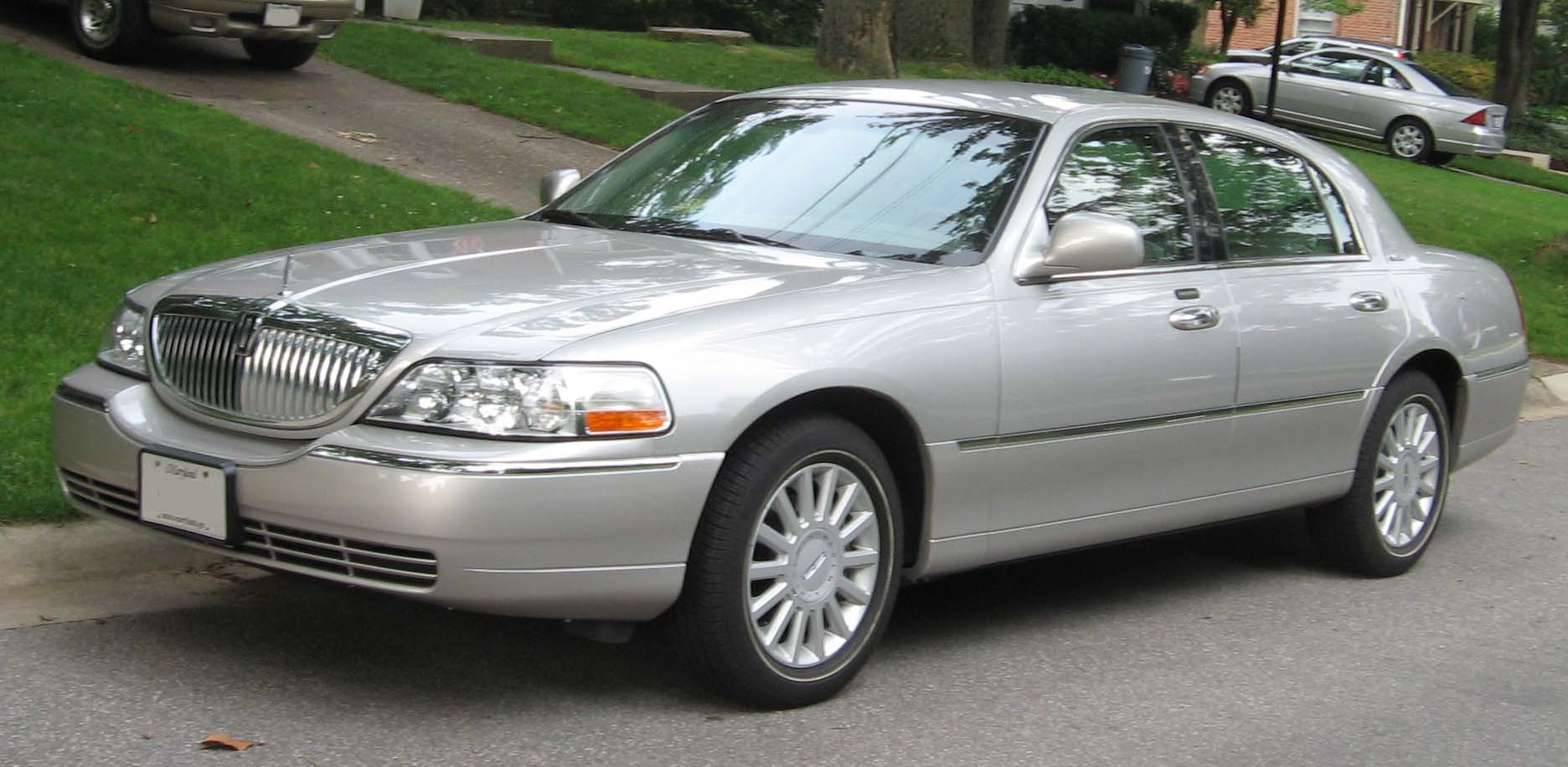
لينكون تاون كار

لينكون تاون كار وتنطق لينكن هي مركبة تنتجها شركة لينكون التابعة لشركتها الأم فورد في الولايات المتحدة الأمريكية، حيث تعد التاون كار هي أضخم وأفخم فئة من ضمن طرازات لينكون وطرازات شركة فورد عموماً، وهي واحدة من أضخم سيارات الصالون في العالم من حيث الحجم والأبعاد الداخلية والخارجية وكما أنها من أكثر السيارات استخداماً على نطاق سيارات الليموزين أو الاستخدام الشخصي سواءً بالمقاس الاعتيادي أو المقاسات الطويلة، وهي تعد واحدة من السيارات الأمريكية الأكثر مبيعاً على مستوى السيارات الفارهة وذلك لاحتفاظها بتقاليدها مثل المحرك ذي 8 أسطوانات وناقل الحركة بأربع سرعات الخالي من التعقيدات ونظام الدفع الخلفي الصلب. ولا توجد أي فروقات من ناحية المحرك أو ناقل الحركة أو الدفرنس الخلفي مع شقيقاتها الأقل فخامة منها وهما ميركوري غراند ماركيز وكراون فيكتوريا.

## سبب الإيقاف
كان سبب إيقافها هو توجهات شركة فورد إلى إنتاج سيارات اصغر حجما من ناحية المحرك وذلك لتوفير الوقود بحسب أنظمة الطرق الأمريكية. ذلك ينطبق أيضا على شقيقاتها الأخريات كراون فيكتوريا وميركوري غراند ماركيز وفورد بصدد طرح سيارة جديدة تحت مسمى لنكولن كونتننتال وتأتي الكونتننتال بمحرك 6 أسطوانات و6 أسطوانات إكوبوست بشاحنين توربينين يولد قوة أكبر من تلك التي ينتجها محرك 8 أسطوانات.

## الأسعار
تعد سيارة تاون كار من السيارات ذات الأسعار المعقولة مقارنةً بأسعار السيارات الفارهة الأوروبية ولكنها تعد السيارة الفارهة الأغلى على مستوى الولايات المتحدة الأمريكية[بحاجة لمصدر] حيث تبدأ أسعارها من 46.000 وحتى 54.000 دولار، وكما أنها تتوفر بطراز مصفح يبتدأ سعره من 145.000 دولار.

## معرض صور

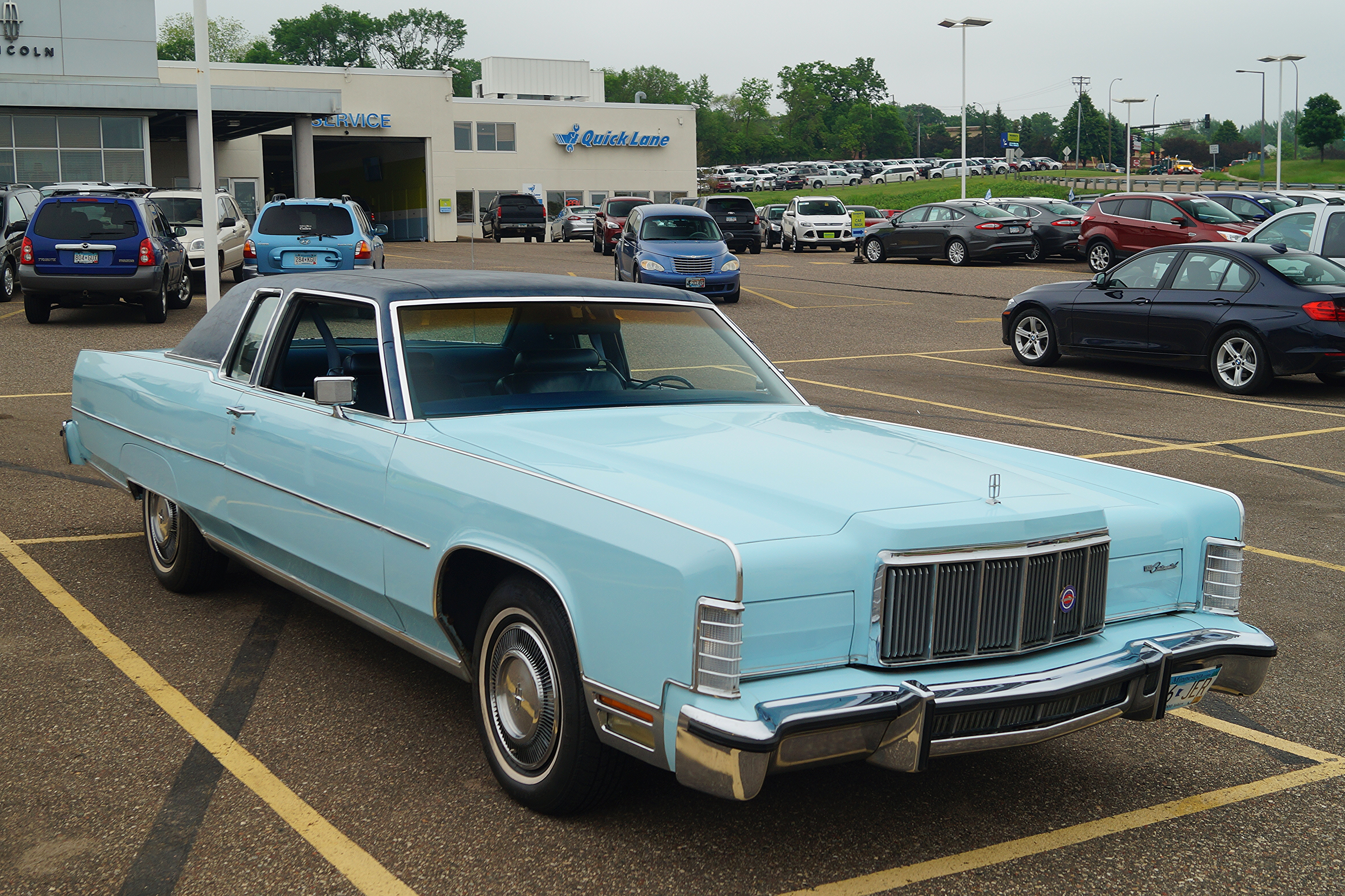
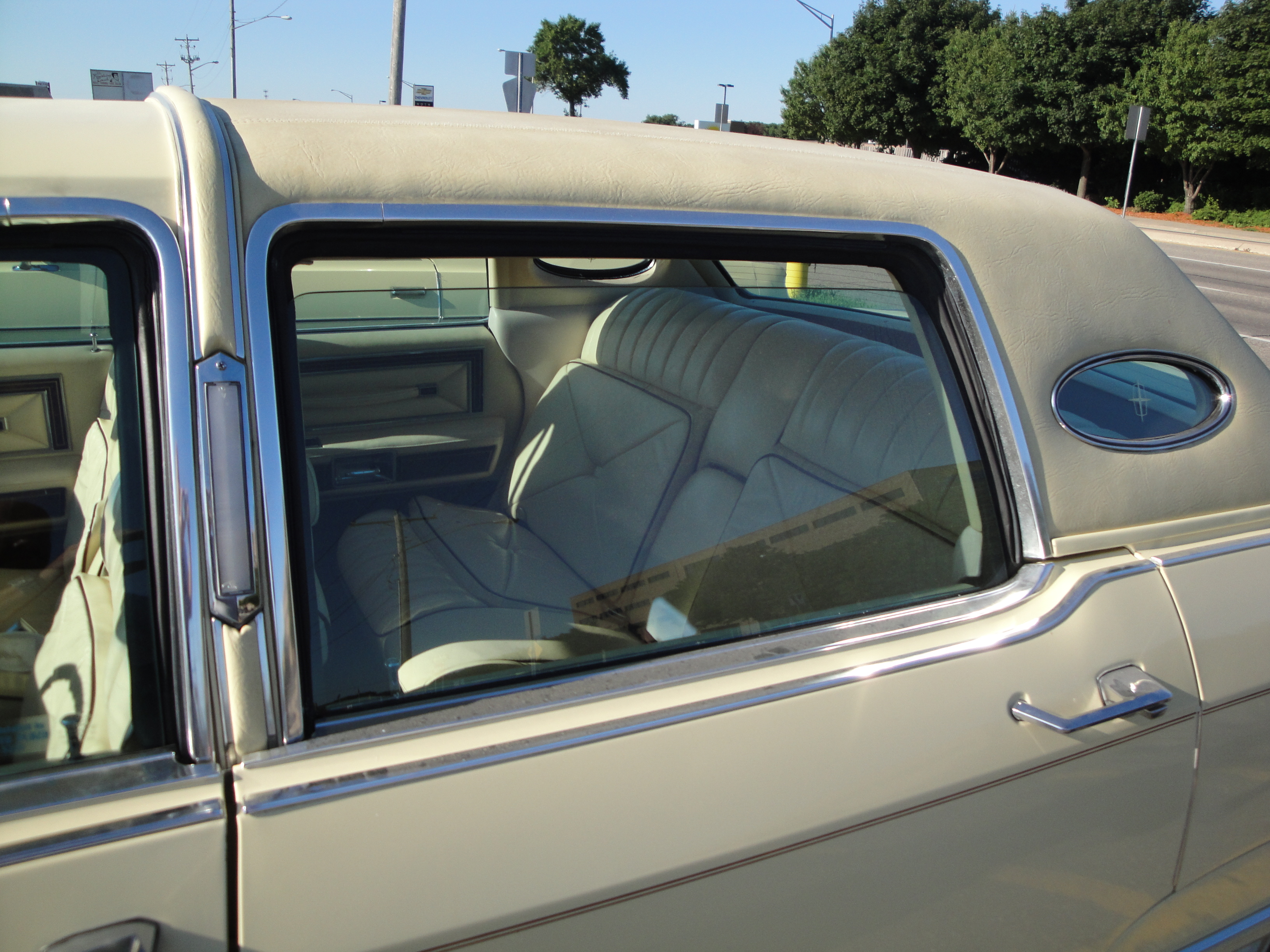
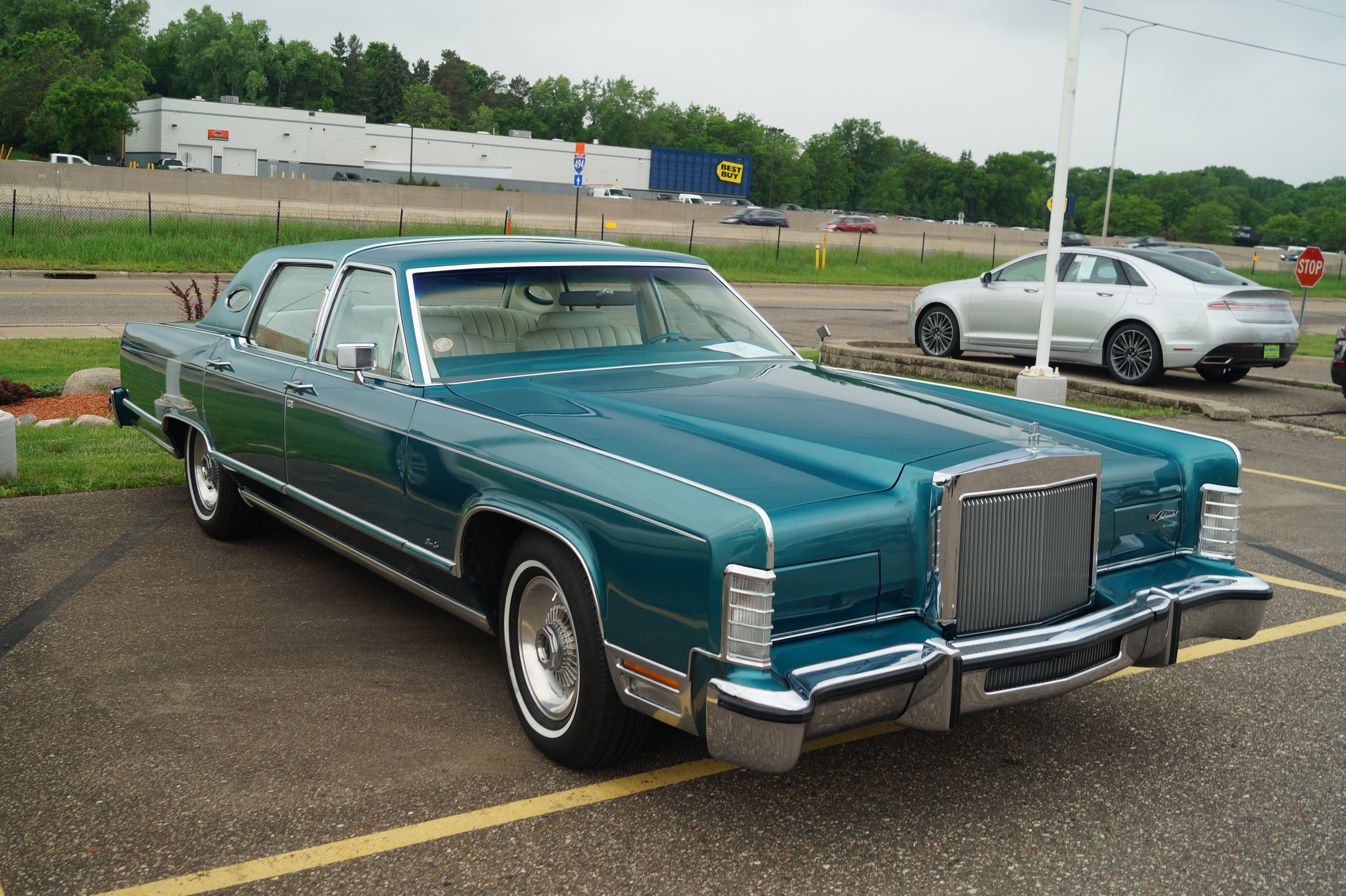